# Ostkreutz
Ostkreutz ist eine deutsche Rockband aus Berlin. Der Name leitet sich vom Berliner Bahnhof Ostkreuz ab.

## Geschichte
Die Gruppe Ostkreutz wurde 2004 in Berlin von den Musikern Maximum und Minimum gegründet. Später kam der Videokünstler Medium dazu.
Nachdem die Band einen Plattenvertrag bei Warner Music Group unterzeichnet hatte, erschienen dort im April 2006 die Single Gangbang und im September 2006 das Album Motor. Im Sommer desselben Jahres spielte Ostkreutz diverse Konzerte – etwa als Vorgruppe von Dir En Grey – und war auch auf einigen Festivals vertreten, beispielsweise Rock am Ring/Rock im Park und With Full Force.

## Stil
Ostkreutz benutzen für ihre Texte teils Deutsch, teils eine an slawische Sprachen angelehnte Fantasiesprache. Die Auftritte der Band bestehen aus einer engen Verknüpfung von Musik und dazu synchronisierten Video-Sequenzen. Dieses Konzept wird von der Band als „audiovisual terror“ bezeichnet. Ein weiteres stilistisches Merkmal der Gruppe ist eine starke textliche Reduktion.

## Diskografie
- 2006: Gangbang (Single, Warner Music Group)
- 2006: Motor (Album, Warner Music Group)